# Зайтц, Антон

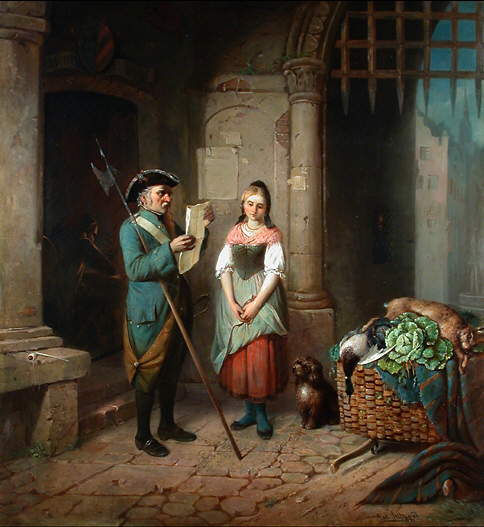
Антон Зайтц. Караул, 1857

Антон Зайтц (нем. Anton Seitz; 23 января 1829 — 27 ноября 1900) — живописец-жанрист.

## Биография
Вначале посещал Нюрнбергское художественное училище и занимался гравированием под руководством Альберта Христофа Райнделя и Августа фон Крелинга, но потом, переселившись в Мюнхен, посвятил себя бытовой живописи, в которой вскоре достиг большого мастерства. Писал небольшие, тонко исполненные картины в стиле Мейссонье, изображающие либо отдельные, весьма характерные фигуры, либо сцены с несколькими действующими лицами. Главные его произведения: «Скряга» (1860), «Странствующий музыкант и его дочь», «Игра в кости» (1862), «Кегельбан в горах» (1866), «Сцена в харчевне», «Музыкальная репетиция», «Фотограф в деревне» и «Присутственный день». С 1876 г. член Мюнхенской академии художеств.

## Источник
- Зейтц // Энциклопедический словарь Брокгауза и Ефрона : в 86 т. (82 т. и 4 доп.). — СПб., 1890—1907.